# In the Land of Women
In the Land of Women (br: Eu e as Mulheres / pt: No Mundo Das Mulheres) é um filme estadunidense de 2007, dos gêneros comédia romântica e drama, dirigido por Jon Kasdan. Foi exibido pela primeira vez no Festival de Cannes em 18 de maio de 2006. Estreou nos Estados Unidos em 20 de abril de 2007.

## Sinopse
Carter Webb (Adam Brody) é um jovem escritor que vai morar em Detroit para tomar conta da avó excêntrica, após terminar um relacionamento com Sofia (Elena Anaya)  e para se dedicar ao término de seu romance. Lá, ele conhece a interessante Sarah (Meg Ryan) e suas filhas Lucy e Paige, interpretadas por Kristen Stewart e Makenzie Vega respectivamente. Essa mulheres são capazes de mudar a vida de Carter, assim como ele mudará a delas.

## Elenco
| Ator                        | Papel                  |
| --------------------------- | ---------------------- |
| Adam Brody                  | Carter Webb            |
| Kristen Stewart             | Lucy Hardwicke         |
| Makenzie Vega               | Paige Hardwicke        |
| Meg Ryan                    | Sarah Hardwicke        |
| Olympia Dukakis             | Avó de Carter, Phyllis |
| Elena Anaya                 | Sofia                  |
| Clark Gregg                 | Nelson Hardwicke       |
| Ginnifer Goodwin            | Janey                  |
| Adrian Hough                | Dr. Whitman            |
| Brenda James                | Iris                   |
| Dustin Milligan             | Eric Watts             |
| Rob Reinis                  | Avi                    |
| Danielle Savre              | Hayley Duncan          |
| Christine Danielle Connolly | Tanya                  |